# Calanais V
Le site de Calanais V (Airigh nam Bidearan) est un alignement de pierres faisant partie des nombreuses structures de mégalithes autour du site  Calanais I sur la côte ouest de l'île de  Lewis dans les Hébrides extérieures.

## Histoire
La zone autour de Calanais comprend 21 monuments érigés autour de 3000 av. J.-C. Cet ensemble mégalithique est appelé Callanish en anglais et tire son nom du village voisin de Callanish. En gaélique écossais, le site est appelé Clachan Chalanais ou Tursachan Chalanais.

## Caractéristiques
Le site de Calanais V est composé de cinq pierres d'une hauteur comprise entre 0,75 et 1 mètre qui formaient probablement l'arc d'un cercle de pierre.

## Localisation
Calanais V est situé à proximité de la route A858 à environ 25 kilomètres à l'ouest de Stornoway. Le site est à environ 5 km au sud-est de Calanais I et à moins d'un kilomètre au sud-est de Calanais IV.